# 富津郵便局
富津郵便局
- （ふっつゆうびんきょく） - 千葉県富津市にある郵便局。本記事にて記述する。
- （とみつゆうびんきょく） - 熊本県天草市河浦町にある郵便局。局番号は71032。

富津郵便局（ふっつゆうびんきょく）は千葉県富津市にある郵便局である。民営化前の分類では集配普通郵便局であった。

## 概要
住所：〒293-8799 千葉県富津市下飯野2509-1

## 沿革
- 1994年（平成6年）9月19日 - 富津郵便局[1]（集配普通郵便局）として、富津市下飯野に開局。同日、青堀郵便局（〒299-12）、旧・富津郵便局[1]（〒299-13）、小久保郵便局（〒299-14）及び佐貫郵便局（〒299-15）から集配業務を移管[2]。
- 2000年（平成12年）8月14日 - 外国通貨の両替および旅行小切手の売買に関する業務の取扱を開始。
- 2007年（平成19年）10月1日 - 民営化に伴い、併設された郵便事業富津支店に一部業務を移管。
- 2012年（平成24年）10月1日 - 日本郵便株式会社発足に伴い、郵便事業富津支店を富津郵便局に統合。

## 取扱内容
- 郵便、印紙、ゆうパック、内容証明
- 貯金、為替、振替、振込、国際送金、国債、投資信託
- 生命保険、バイク自賠責保険、自動車保険
- ゆうちょ銀行ATM
- 富津市内の一部地域（〒293-00xx）の集配業務
- ゆうゆう窓口

## 周辺
- 富津市役所
- 千葉県道157号大貫青堀線

## アクセス
- JR内房線 大貫駅から徒歩約26分
- 天羽日東バス 富津市役所停留所下車
- 館山自動車道 富津中央ICから北西へ約8km
- 駐車場あり：18台